# Ernst-Günther Schenck
Ernst-Günther Schenck (ur. 3 października 1904 w Marburgu, zm. 21 grudnia 1998 w Akwizgranie) – niemiecki oficer i lekarz w stopniu Standartenführera SS.

## Życiorys
Schenck urodził się w Marburgu w Hesji-Nassau. Uczył się jako lekarz, a następnie wstąpił do SS. W czasie wojny Schenck aktywnie uczestniczył w tworzeniu dużej plantacji zielarskiej w obozie koncentracyjnym Dachau, na której znajdowało się ponad 200 000 roślin leczniczych, z których m.in. wytwarzano suplementy witaminowe dla Waffen-SS. W 1940 roku został mianowany inspektorem żywienia SS. W 1943 roku Schenck opracował kiełbasę białkową, która była przeznaczona dla oddziałów frontowych SS. Przed tym przetestowano ją na 370 więźniach obozu koncentracyjnego Mauthausen-Gusen.
Schenck służył jako lekarz na początku kampanii na froncie wschodnim. W jej trakcie został dowódcą baterii artyleryjskiej. Otrzymał za to Żelazny Krzyż Drugiej Klasy.
Podczas bitwy o Berlin zgłosił się na ochotnika do pracy w pogotowiu ratunkowym. Pod koniec bitwy dwukrotnie widział się z Hitlerem. 1 maja 1945 roku Schenck został wzięty do sowieckiej niewoli. Został zwolniony w 1953 roku. Zmarł 21 grudnia 1998 w wieku 94 lat w Akwizgranie.